# 魏玄同
魏 玄同（ぎ げんどう、617年 - 689年）は、唐代の官僚・政治家。字は和初。本貫は趙州鼓城県。

## 経歴
濮陽県令の魏乂の子として生まれた。進士に及第し、長安県令に任じられた。司列大夫に累進した。上官儀の文章に連名したことから罪に問われ、嶺南に配流された。上元初年、帰還を赦された。工部尚書の劉審礼に時務の才ありと推薦されて、岐州長史に任じられた。吏部侍郎に累進した。玄同は官吏の選挙の事務を任され、賢人を任用しつくせないことを恐れて上疏したが、聞き入れられなかった。
永淳元年（682年）、中書門下同承受進止平章事（宰相）となった。弘道元年（683年）、玄同は文昌左丞（尚書左丞）に転じ、地官尚書・同中書門下三品を兼ねた。武則天が臨朝称制すると、玄同は知政事（宰相）のまま、太中大夫・鸞台侍郎に転じた。垂拱3年（687年）、銀青光禄大夫の位を加えられ、検校納言となり、鉅鹿県男に封じられた。玄同は裴炎と仲が良く、終生の友情を保ったので、当時の人は「耐久朋」と呼んだ。しかし酷吏の周興と合わなかった。永昌元年（689年）、玄同が「太后は老いたので、皇嗣を復位させるべきだ」と述べたと周興に誣告された。武則天はこれを聞いて激怒し、家で死を賜った。享年は73。

## 子女
- 魏愔（著作郎）[3]
- 魏懍（御史主簿）[3]
- 魏恬（開元年間に潁王傅）[6]
- 魏恊[7]
- 魏確（司議郎）[7]

## 伝記資料
- 『旧唐書』巻87 列伝第37
- 『新唐書』巻117 列伝第42